# Historia de la mariología católica

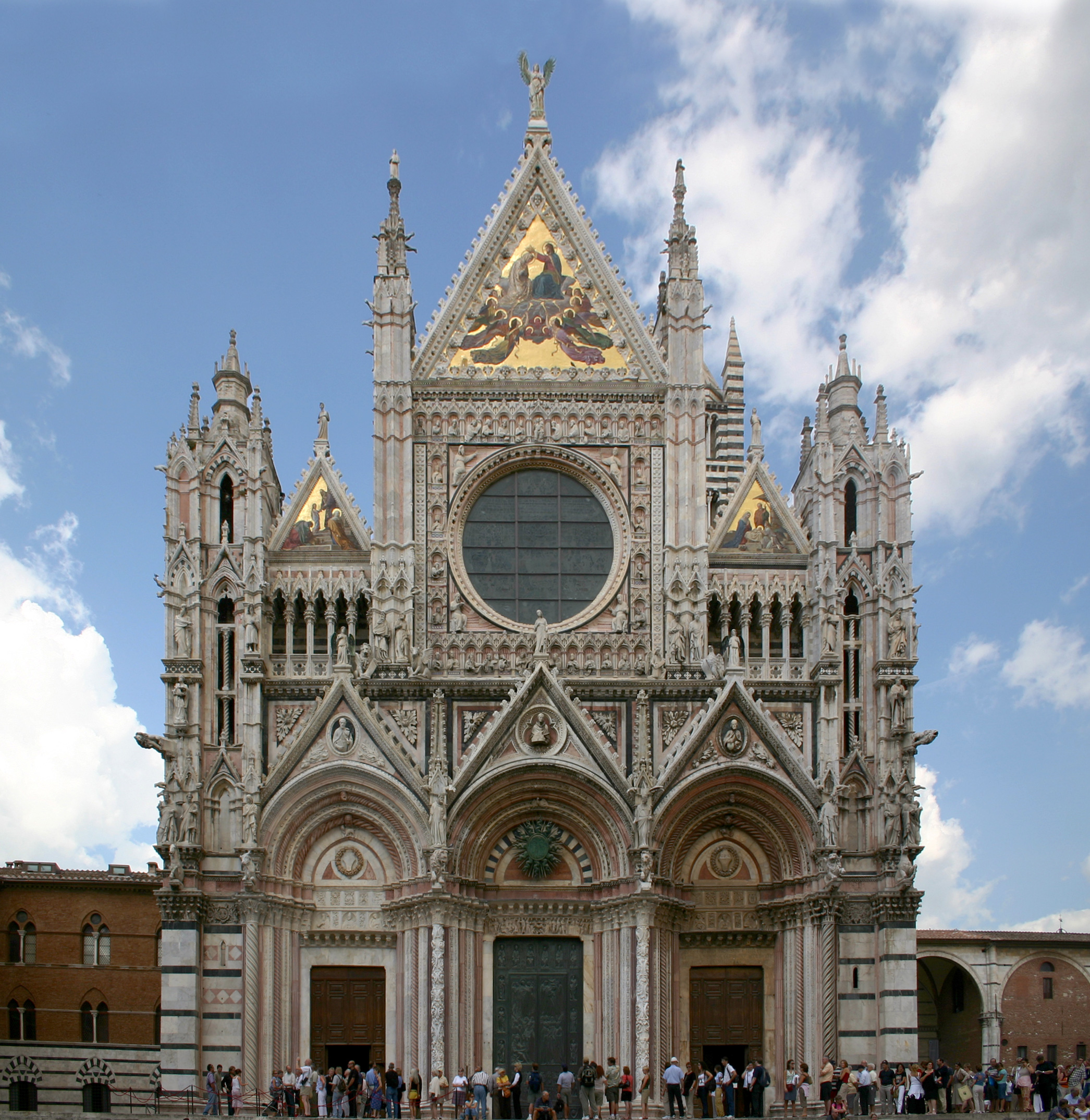
La Catedral de Siena, construida en 1215 como precursora de la expresión de motivos marianos en el arte y la arquitectura renacentistas.

La historia de la mariología católica recorre la evolución teológica y los puntos de vista sobre María desde la Iglesia primitiva hasta el siglo XXI. La Mariología es una parte de laEclesiología principalmente la católica y estudio dentro de la teología, que se centra en la relación de María, la Madre de Dios, y la Iglesia. Teológicamente, no sólo trata de su vida, sino de su  veneración en la vida y  oración, en el arte, la música y la arquitectura, desde el  cristianismo antiguo hasta los tiempos modernos, ya que fue la primera persona cristiana.
A lo largo de la historia, los católicos han seguido construyendo iglesias en honor a la Santísima Virgen. Hoy en día, existen muchas iglesias católicas dedicadas a la Santísima Virgen en todos los continentes y, en cierto sentido, su arquitectura evolutiva cuenta la historia del desarrollo de la mariología católica. A lo largo de la historia católica, la veneración de la Virgen María ha dado lugar a la creación de numerosos objetos de arte mariano católico. En la actualidad, estos objetos pueden contemplarse desde una perspectiva artística, pero también forman parte del tejido de la Mariología católica. 
Los Evangelios del Nuevo Testamento, compuestos a finales del siglo I, contienen las primeras referencias a la vida de María; las Epístolas del Nuevo Testamento, compuestas antes, no la mencionan por su nombre. Sin embargo, hay referencias a María en las Epístolas, sobre todo en la Gálatas. "El Espíritu Santo vendrá sobre ti y el poder del Altísimo te cubrirá." (Lc 1,35). “Desde ahora todas las generaciones me llamarán bienaventurada" (Lc 1, 48). Desde la primera época del cristianismo, hasta ahora, se ha dado culto a María, tanto por su rol en la historia de la salvación, como por su ejemplo de virtudes, además de ser primera persona cristiana. "Han sido necesarios muchos siglos para llegar a la definición explícita de las verdades reveladas sobre María", dijo el Papa Juan Pablo II durante su pontificado en 1995.

## María en la Iglesia primitiva

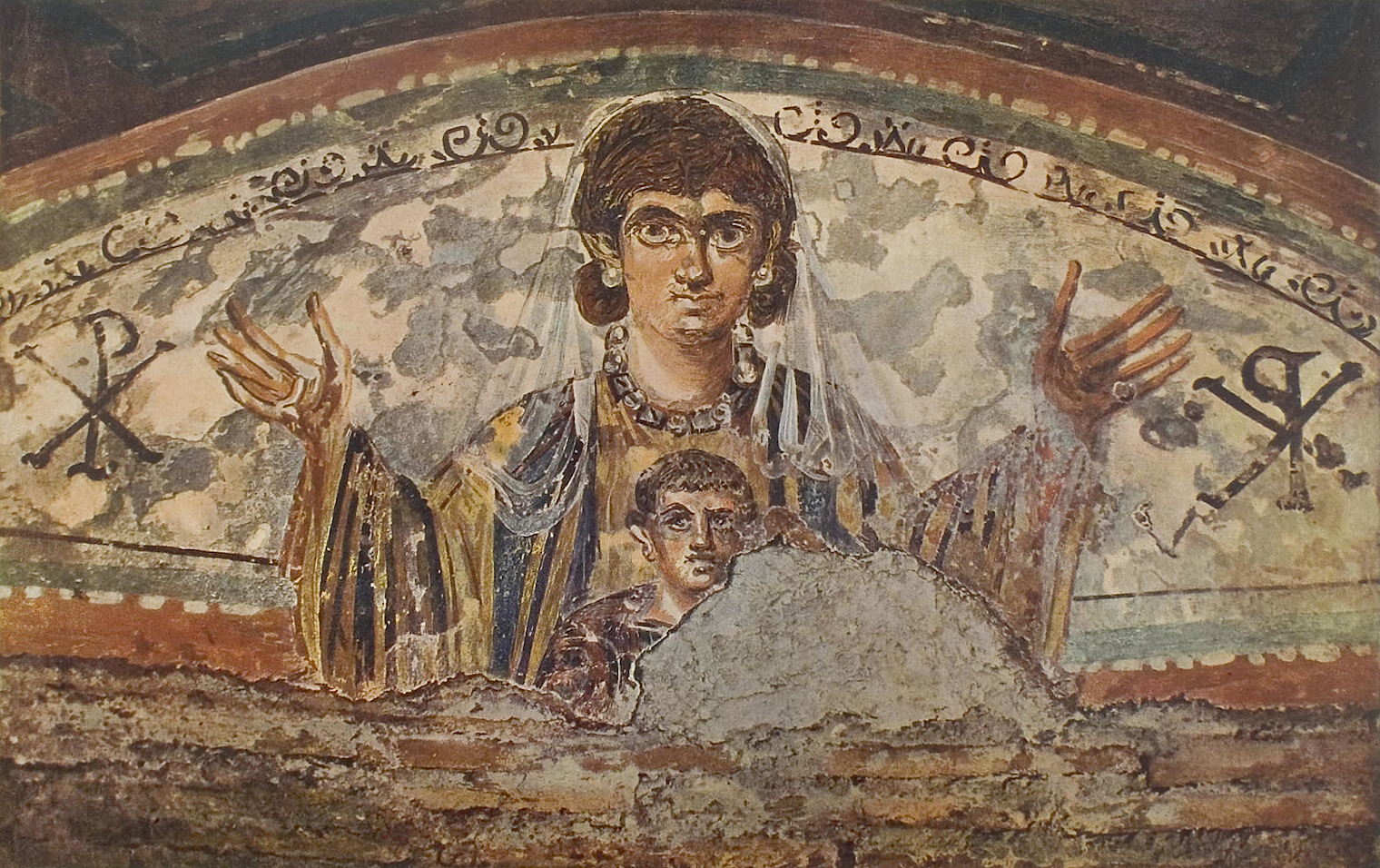
Virgen con el Niño en una pintura mural de las Catacumbas romanas primitivas, siglo IV

### SigloI
Ignacio de Antioquía (35- c. 110), primer padre de la Iglesia, escribió contra los docetas, defendiendo la realidad humana de Cristo al afirmar que pertenece a la estirpe de David, y por nacer verdaderamente de María Virgen. 
Evidencias del primer siglo sobre el culto mariano, son restos arqueológicos de murales en las catacumbas, como en la Catacumbas de Priscila en Roma, que demuestran el culto y la veneración, que los primeros cristianos tuvieron por María, donde muestra a María, el niño y quizás Isaías al lado. 

### SigloIIyIII
En el siglo II, San Ireneo de Lyon llamó a María la "segunda Eva" porque a través de María y su aceptación voluntaria de la elección de Dios, Dios deshizo el daño que se hizo a través de la elección de Eva de comer el fruto prohibido. Otras dos pinturas del siglo II, muestran la Anunciación y la Epifanía en las catacumbas de San Pedro y San Marcelino, donde se muestra a María en medio de San Pedro y San Pablo. 
San Justino aporta la reflexión mariana (Diálogo con Trifón) en la que aparece remitida a Gen 3, 15 y ligada al paralelismo antitético de Eva y María.
Ireneo de Lyon (202), insiste contra gnósticos y docetas, y hace de la maternidad divina, una de las bases de la cristología, asumida por el Hijo de Dios en el seno de María la que hace posible que la muerte redentora de Jesús alcance a todo el género humano; destaca también el papel maternal de Santa María en su relación con el nuevo Adán, y en su cooperación con el Redentor.
Tertuliano (222), en el norte de África  en su controversia con el gnóstico Marción, afirma que María es Madre de Cristo porque ha sido engendrado en su seno virginal.
“Sub tuum praesidium” (Bajo tu amparo nos acogemos), es la primera oración himno, que muestra el culto mariano en la que se acude a la intercesión a María. La importancia de María y de la teología mariana se puede constatar en la Iglesia después del siglo III. 
En la liturgia eucarística del año 225 hay datos fidedignos mostrando que la mención venerativa de María en la plegaria eucarística,que en las fiestas del Señor -Encarnación, Natividad, Epifanía, etc.- se honraba también a su Madre.
Orígenes (+ c. 254) es el primer testigo conocido que utilizó el título Theotókos (Madre de Dios).
Los Santos Padres que se detienen a explicar la dimensión teológica y verdad "Madre de Dios" -San Efrén, Atanasio, Basilio, Gregorio de Nacianzo, Gregorio de Nisa, San Agustín, Proclo de Constantinopla, etc.-, al punto de que el título de Madre de Dios se convierte en título más usado a la hora de hablar de Santa María.

### SigloIV
La visión de San Ambrosio del siglo IV de María como Madre de la Iglesia fue adoptada en el Concilio Vaticano II, asunto de relevancia en la reconstrucción de Hugo Rahner en el siglo XX. Ambrosio también  distingue el culto a la « Madre de todas las vírgenes» y es claro y rotundo, cuando dice que «María es templo de Dios y no es el Dios del templo» , para poner en su justa medida el culto mariano, distinguiéndolo del profesado a Dios. 
Asimismo en ese siglo, San Epifanio, combate un error, de una secta de Arabia que tributaba culto de latría a María, y después de rechazar tal culto, escribe: «¡Sea honrada María! !Sea adorado el Señor!». A su vez Epifanio acuñó e introdujo el término aeiparthenos —siempre virgen—, que en su símbolo de fe y posteriormente el II Concilio Ecuménico de Constantinopla lo recogió en su declaración dogmática.
El papa Silvestre I, dejó constancia que en Foros, donde se había levantado anteriormente un templo a Vesta, se construyó uno cuya advocación era Santa María de la Antigua.
El obispo Alejandro de Alejandría consagró una Iglesia en honor de la Madre de Dios. Se sabe, además que, en la iglesia de la Natividad en Palestina, que se remonta a la época de Constantino, junto al culto al Señor, se honraba a María recordando la milagrosa concepción de Cristo.
Hacia el año 380 se instituyó la primera festividad mariana, denominada indistintamente «Memoria de la Madre de Dios», «Fiesta de la Santísima Virgen», o «Fiesta de la gloriosa Madre».
Esto demuestra la influencia de las primeras tradiciones y puntos de vista sobre María en los tiempos modernos. Este punto de vista fue luego enfatizado por el Papa Juan Pablo II en 1997, y hoy María es vista como la Madre de la Iglesia por muchos católicos, así como la Reina del Cielo.

### SigloV
En el 431, en el Concilio de Éfeso la maternidad divina quedó definida como dogma de fe. Previamente se dio el debate sobre la cuestión de si María debía denominarse Theotokos o Christotokos. Theotokos significa "portadora de Dios" o "Madre de Dios"; su uso implica que Jesús, a quien María dio a luz, es verdaderamente Dios y hombre en una sola persona. Los nestorianos prefería el título Christotokos que significa "portadora de Cristo" o "Madre del Mesías" no porque negaran la divinidad de Jesús, sino porque creían que Dios Hijo o Logos existía antes del tiempo y antes de María, y que María era madre sólo de Jesús como humano, por lo que llamarla "Madre de Dios" era confuso y potencialmente herético. Ambas partes estaban de acuerdo en que Jesús tomó la divinidad de Dios Padre y la humanidad de su madre. La mayoría del concilio coincidió con el Papa en que negar a María el título de Theotokos implicaría que Jesús no era divino, o que Jesús tenía dos personalidades separadas, una de las cuales era hijo de María y la otra no. En última instancia, el concilio afirmó el uso del título Theotokos y, al hacerlo, afirmó la divinidad y humanidad indivisas de Jesús.
Después de la definición dogmática de la maternidad divina en el Concilio de Efeso (431), la prerrogativa de "santidad plena" se va consolidando y se generaliza el título de –panaguía- "toda santa". En el Akathistos se canta "el Señor te hizo toda santa y gloriosa".
Por lo tanto, aunque el debate era sobre el título apropiado para María, era principalmente una cuestión  cristológica sobre la naturaleza de Jesucristo, una cuestión que volvería en el Concilio de Calcedonia. La enseñanza teológica católica, ortodoxa, ortodoxa oriental, luterana y anglicana afirma el título de Madre de Dios, mientras que otras denominaciones cristianas no le dan tal título.
Modesto de Jerusalén, Andrés de Creta, Germán de Constantinopla y Juan Damasceno fueron los Padres de los siglos del periodo patrístico que también profundizaron en las prerrogativas marianas.

## Mariología medieval

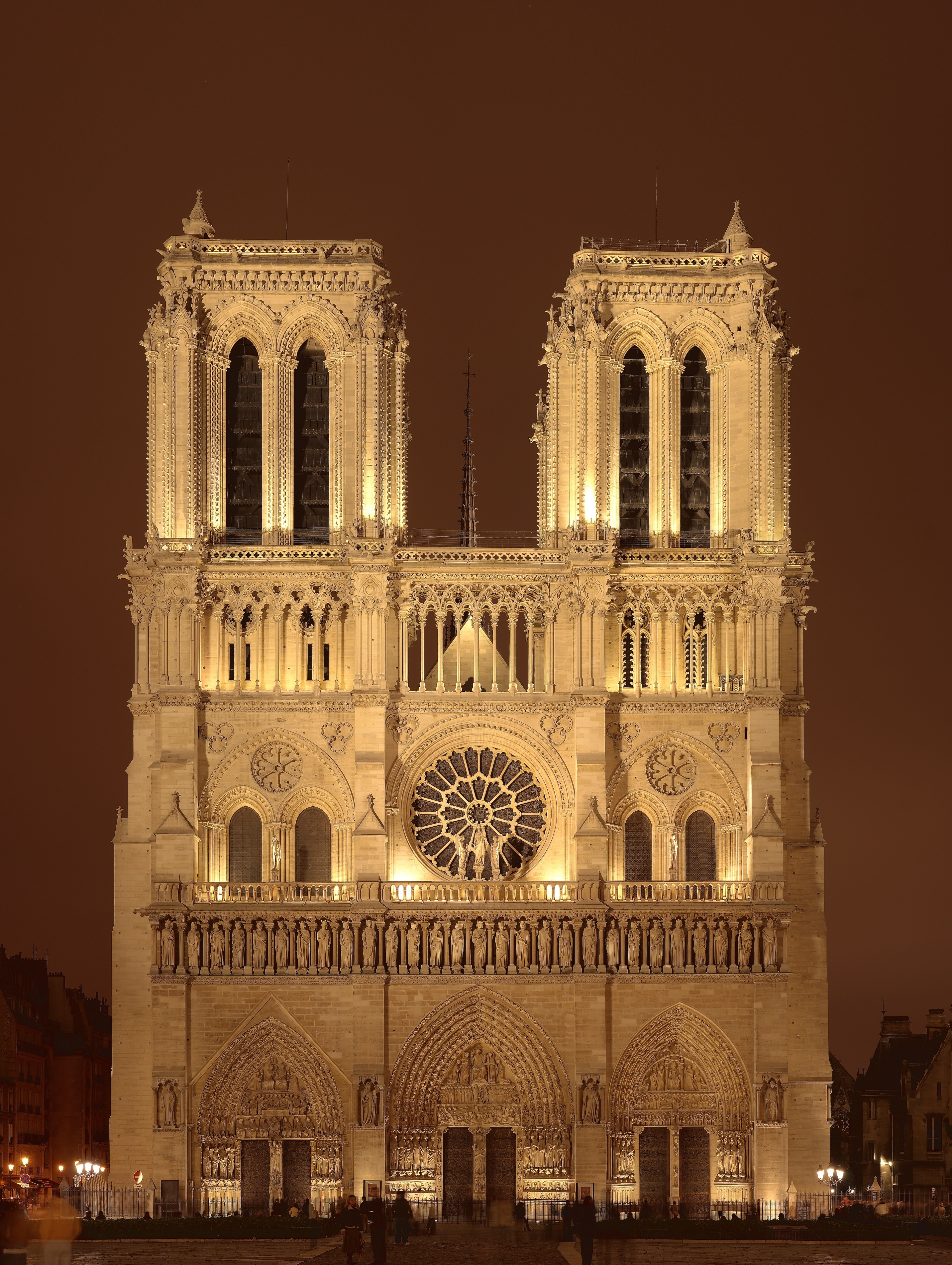
Catedral medieval de Notre Dame, dedicada a la Virgen María, en París (Francia), se construyó entre 1163 y 1345.

La Edad Media fue testigo del crecimiento y desarrollo de la mariología. La creencia en la Asunción de María se generalizó en todo el mundo cristiano a partir del siglo VI, y se celebra el 15 de agosto tanto en Oriente como en Occidente. El periodo medieval trajo importantes defensores de la devoción mariana, entre ellos Efrén de Siria y Juan Damasceno.
El Dogma de la Inmaculada Concepción se desarrolló en el seno de la Iglesia católica con el paso del tiempo. La concepción de María se celebraba como fiesta litúrgica en Inglaterra desde el siglo IX, y la doctrina de su "santa" o "inmaculada" concepción fue formulada por primera vez en un tratado de Eadmer, compañero y biógrafo del más conocido san Anselmo, arzobispo de Canterbury (1033-1109), y más tarde popularizado por el sobrino del arzobispo, Anselmo el Joven. Los normandos habían suprimido la celebración, pero perduró en la mente popular. Fue rechazada por San Bernardo de Claraval, Alejandro de Hales y San  Buenaventura (quien, enseñando en París, la llamó "esta doctrina extranjera", indicando su asociación con Inglaterra), y por Santo Tomás de Aquino, quien expresó dudas sobre el tema, pero dijo que aceptaría la determinación de la Iglesia. Aquino y Buenaventura, por ejemplo, creían que María estaba completamente libre de pecado, pero que no se le concedió esta gracia en el instante de su concepción.
La mayoría de los escritores marianos occidentales de este periodo pertenecían a la tradición monástica, en particular a la Benedictinos. Los siglos XII y XIII vieron un extraordinario crecimiento del culto a la Virgen en Europa occidental, en parte inspirado por los escritos de teólogos como San Bernardo de Claraval (1090-1153). Bernardo de Claraval fue uno de los eclesiásticos más influyentes de su tiempo. En el "Sermón del domingo de la Octava de la Asunción" describió la participación de María en la redención. Las Alabanzas sobre la Virgen Madre de Bernardo fueron un pequeño pero completo tratado de mariología. La encíclica Doctor Mellifluus] de 1953 del papa Pío XII, publicada en conmemoración del octavo centenario de la muerte de Bernardo, cita extensamente el sermón de Bernardo sobre María como " Nuestra Señora, Estrella del Mar".
Los tipos occidentales de la imagen de la Virgen, como el "Trono de la Sabiduría" del siglo XII, en el que el Niño Jesús se presenta frontalmente como la suma de la sabiduría divina, parecen haberse originado en Bizancio. Esto se utilizó mucho en la pintura  neerlandesa temprana en obras como la Virgen de Lucca de Jan van Eyck.
Teológicamente, una gran controversia de la época fue la Inmaculada Concepción. Antonio de Padua (1195-1231) apoyó la libertad de María del pecado y su Inmaculada Concepción. Sus numerosos sermones sobre la Virgen María dieron forma al enfoque mariológico de muchos franciscanos que siguieron su enfoque durante siglos después de su muerte.
Guillermo de Ware y especialmente Juan Duns Escoto defendieron la doctrina. Escoto propuso una solución al problema teológico que suponía poder conciliar la doctrina con la de la redención universal en Cristo, argumentando que la inmaculada concepción de María no la sustraía a la redención por Cristo. Por el contrario, fue el resultado de una redención más perfecta que le fue otorgada por su papel especial en la historia. Además, Escoto dijo que María fue redimida anticipándose a la muerte de Cristo en la cruz. La defensa de Escoto de la tesis inmaculista fue resumida por uno de sus seguidores como potuit, decuit ergo fecit - Dios podía hacerlo, era apropiado que lo hiciera, y así lo hizo. Gradualmente la idea de que María había sido purificada del pecado original en el mismo momento de su concepción comenzó a predominar, particularmente después de que Duns Scotus tratara con la mayor objeción a la impecabilidad de María desde la concepción, que era su necesidad de redención. El mismo acto divino, al hacer a María libre de pecado en el primer instante de su concepción era, argumentaba, la forma más perfecta de redención posible.
A finales de la Edad Media, las fiestas marianas estaban firmemente establecidas en el calendario del año litúrgico. El papa Clemente IV (1265-1268) creó un poema sobre las siete alegrías de María, que en su forma se considera una versión primitiva del  rosario franciscano.

## Del Renacimiento al Barroco

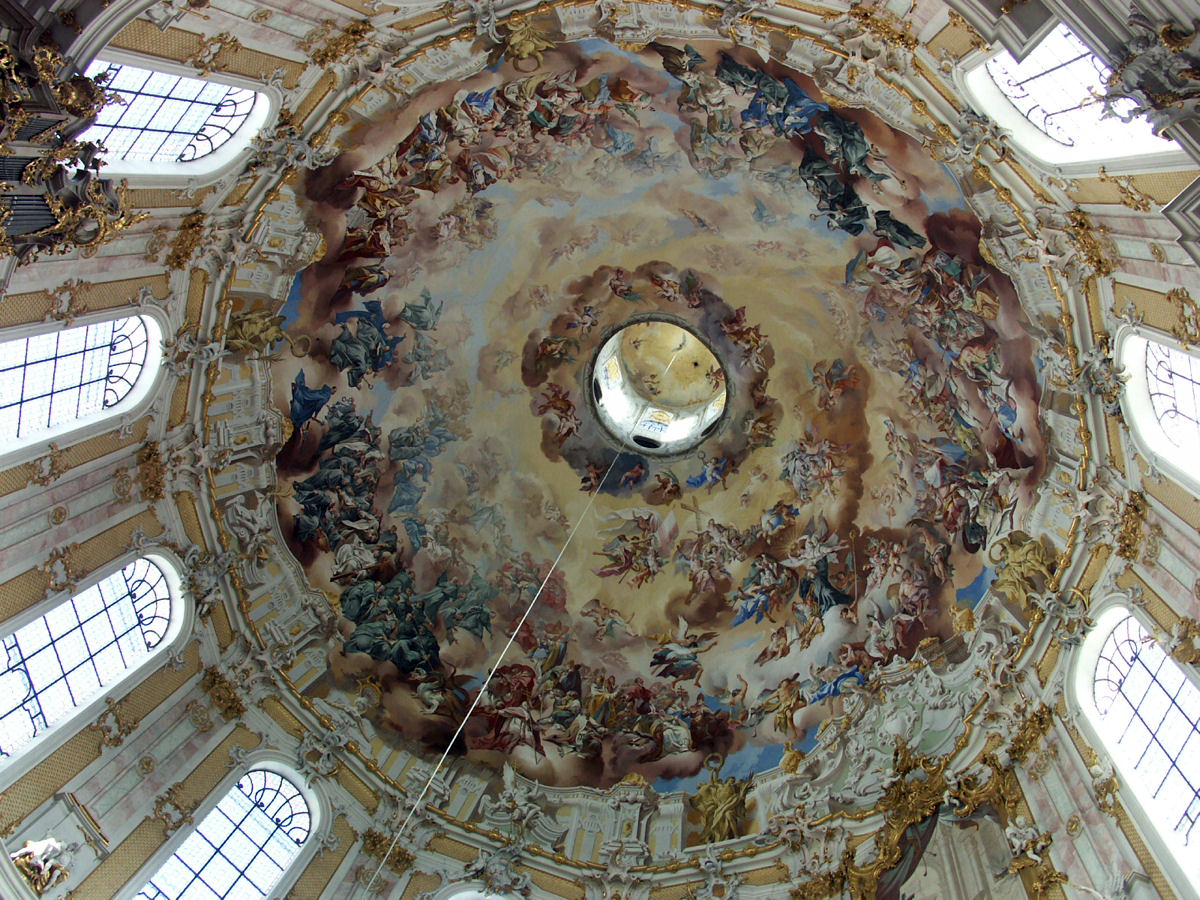
Como ejemplo de pintura y arquitectura barrocas, Abadía de Ettal, 1776: los frescos bajo la cúpula, dedicados a la Asunción de María, unen el cielo y la tierra.

A partir del siglo XIII, el período del Renacimiento fue testigo de un crecimiento espectacular del arte mariano, realizado por maestros como Botticelli, Leonardo da Vinci y Rafael. Parte se produjo específicamente para decorar las iglesias marianas construidas en este periodo.
Entre los principales artistas italianos con motivos marianos se encuentran: Fra Angelico, Donatello, Sandro Botticelli, Masaccio, Filippo Lippi, Piero di Cosimo Paolo Uccello Antonello da Messina Andrea Mantegna, Piero della Francesca y Carlo Crivelli. Entre los artistas holandeses y alemanes con pinturas marianas se encuentran: Jean Bellegambe, Hieronymus Bosch, Petrus Christus, Gerard David (c.1455-1523), Hubert van Eyck, Geertgen tot Sint Jans, Quentin Matsys, Rogier van der Weyden, Albrecht Altdorfer, Hans Baldung y Albrecht Dürer. Entre los artistas franceses y españoles con pinturas marianas se encuentran: Jean Fouquet, Jean Clouet, François Clouet, Barthélemy d'Eyck, Jean Hey (antes conocido como el Maestro de Moulins), Bartolomé Bermejo, Ayne Bru, Juan de Flandes, Jaume Huguet y Paolo de San Leocadio.
A Francisco de Asís se le atribuye el montaje del primer presepio o belén conocido. También fue un gran devoto de la pasión y crucifixión de Cristo. La influencia de los franciscanos dio lugar a una espiritualidad más afectiva. El papa Sixto IV, franciscano, aumentó en gran medida el protagonismo dado a María, introduciendo la Presentación de María (1472) y extendiendo la Fiesta de la Visitación, para toda la iglesia (1475), e introduciendo la Fiesta de la Inmaculada Concepción, observada por los franciscanos desde 1263 pero a la que se oponían enérgicamente los dominicos y que seguía siendo muy controvertida en el siglo XV. Alrededor de la Caída de Constantinopla en 1453 muchos monjes ortodoxos huyeron a Occidente, trayendo consigo tradiciones iconográficas. Las representaciones de la Virgen con el Niño se remontan a la "Theotokos" oriental. En la tradición occidental, los maestros renacentistas como Duccio, Leonardo da Vinci, Miguel Ángel, Rafael, Giovanni Bellini, Caravaggio y Rubens diversificaron enormemente las representaciones de la Virgen. A principios del Renacimiento se hizo mayor hincapié en Cristo crucificado y, por tanto, en María como Madre Dolorosa, objeto de devoción compasiva. Artistas como Tiziano representaron a María como Mater Dolorosa'.
Con la Reforma protestante, la mariología católica fue atacada por sacrílega y supersticiosa. Líderes protestantes como Martín Lutero y Juan Calvino, aunque personalmente se adherían a creencias marianas como el nacimiento virginal y la impecabilidad, consideraban la veneración católica de María como competencia al papel divino de Jesucristo. 
.

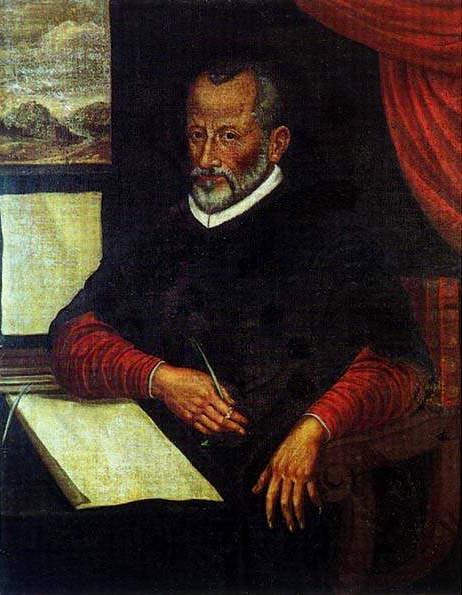
Giovanni Pierluigi da Palestrina compuso numerosas misas marianas

Como reflejo de esta oposición teológica, los reformadores protestantes destruyeron gran parte del arte religioso y las estatuas y pinturas marianas de las iglesias del norte de Europa e Inglaterra. Algunos de los reformadores protestantes, en particular Andreas Karlstadt, Huldrych Zwingli y Juan Calvino, alentaron la eliminación de imágenes religiosas invocando la prohibición de los Decálogo de la idolatría y la fabricación de imágenes esculpidas de Dios. Se produjeron importantes disturbios iconoclastas en Zúrich (en 1523), Copenhague (1530), Münster (1534), Ginebra (1535), Augsburgo (1537) y Escocia (1559). La iconoclasia protestante se extendió por las Diecisiete Provincias (actuales Países Bajos y Bélgica y partes del norte de Francia) en el verano de 1566. A mediados del siglo XVI, el Concilio de Trento confirmó la tradición católica de pinturas y obras de arte en las iglesias. Esto dio lugar a un gran desarrollo del arte mariano y de la mariología durante el Periodo barroco.
Al mismo tiempo, el mundo católico estaba inmerso en las continuas Guerras otomanas en Europa contra Turquía que se libraron bajo los auspicios de la Virgen María. La victoria en la Batalla de Lepanto fue acreditada a ella "y significó el comienzo de un fuerte resurgimiento de las devociones marianas, centrándose especialmente en María, la Reina del Cielo y de la Tierra y su poderoso papel como mediadora de muchas gracias". El Colloquium Marianum, un grupo de élite, y la Congregación Mariana basaban sus actividades en una vida virtuosa, libre de pecados cardinales.
La literatura barroca sobre María experimentó un crecimiento imprevisto con más de 500 páginas de escritos mariológicos sólo durante el siglo XVII. El jesuita Francisco Suárez (1548-1617) fue el primer teólogo que utilizó el método tomista sobre mariología y es considerado el padre de la mariología sistemática. Otros conocidos contribuyentes a la mariología barroca son Lorenzo de Brindisi, Roberto Belarmino y Francisco de Sales. Después de 1650, la Inmaculada Concepción es objeto de más de 300 publicaciones sólo de autores jesuitas.
Esta popularidad fue acompañada en ocasiones con excesos marianos y supuestas revelaciones de la Virgen María a individuos como María de Ágreda. Muchos de los autores barrocos defendieron la espiritualidad mariana y la mariología. En Francia, los jansenistas, a menudo antimarianos, fueron combatidos por Juan Eudes y  Luis de Montfort, canonizados por el papa Pío XII.
La mariología barroca fue apoyada por varios papas durante el período: Los papas Pablo V y Gregorio XV dictaminaron en 1617 y 1622 que es inadmisible afirmar que la virgen fue concebida no inmaculada. Alejandro VII declaró en 1661 que el alma de María estaba libre de pecado original. El Papa Clemente XI ordenó la fiesta de la Inmaculada para toda la Iglesia en 1708. La fiesta del Rosario se introdujo en 1716 y la de los Siete Dolores en 1727. El rezo del Ángelus fue fuertemente apoyado por el Papa Benedicto XIII en 1724 y por el Papa Benedicto XIV en 1742.
La piedad mariana popular fue más colorida y variada que nunca: Numerosas peregrinaciones marianas, devociones salve mariana, nuevas letanías, obras de teatro marianas, himnos marianos, procesiones marianas. Las cofradías marianas, hoy desaparecidas en su mayoría, contaban con millones de miembros. Las huellas de la mariología barroca perduran en el campo de la música clásica, la pintura y el arte, la arquitectura y en los numerosos santuarios marianos de la época barroca en España, Francia, Italia, Austria y Baviera, así como en algunas ciudades sudamericanas.

## La mariología en la Ilustración

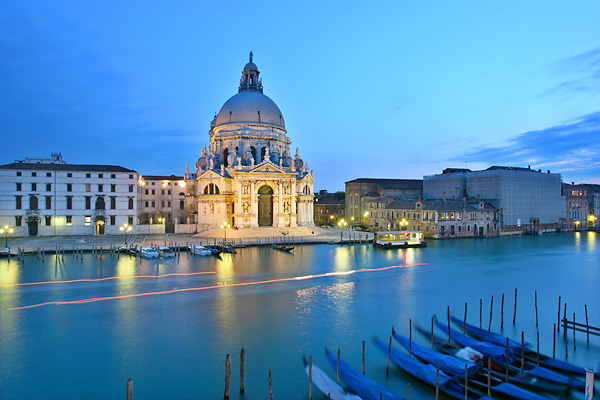
Santa Maria della Salute, Venice, 1629.

Durante el Siglo de las Luces, el énfasis en el progreso científico y el racionalismo puso a la teología católica y a la mariología a la defensiva. La Iglesia siguió insistiendo en la virginidad y las gracias especiales, pero restó importancia a los cultos marianos. Durante este período, la teología mariana fue incluso interrumpida en algunos seminarios (por ejemplo: en Salzburgo, Austria, en el año 1782). Algunos teólogos propusieron la abolición de todas las fiestas marianas por completo, excepto aquellas con fundamento bíblico y la fiesta de la Asunción.
No obstante, en este periodo se construyeron varias iglesias marianas importantes, a menudo cargadas de símbolos marianos, y las devociones marianas populares continuaron en muchas zonas. Un ejemplo es Santa Maria della Salute en Venecia, construida para agradecer a la Virgen María la liberación de la ciudad de la plaga. La iglesia está llena de simbolismo mariano: la gran cúpula representa su corona, y los ocho lados, las ocho puntas de su estrella simbólica.
Muchos benedictinos como Celestino Sfondrati (fallecido en 1696) y jesuitass, apoyados por fieles piadosos y sus movimientos y sociedades, lucharon contra las tendencias antimarianas. La creciente secularización llevó al cierre forzoso de la mayoría de monasterios y conventos, y las peregrinaciones marianas se interrumpieron o se redujeron considerablemente. Algunos católicos criticaron la práctica del Rosario por no estar orientada a Jesús y ser demasiado mecánica. En algunos lugares, los sacerdotes prohibieron el rezo del Rosario durante la misa. Las diócesis rurales bávaras de Passau, muy conservadoras, prohibieron los libros de oraciones marianas y artículos relacionados en 1785.
Durante este tiempo, los mariólogos se fijaron en Las glorias de María y otros escritos mariológicos de Alfonso de Ligorio (1696-1787), un italiano, cuya cultura se vio menos afectada por la Ilustración. "En general, la mariología católica durante la Ilustración perdió su alto nivel de desarrollo y sofisticación, pero se mantuvieron los fundamentos, sobre los que el siglo XIX pudo construir".

## Mariología en elsigloXIX

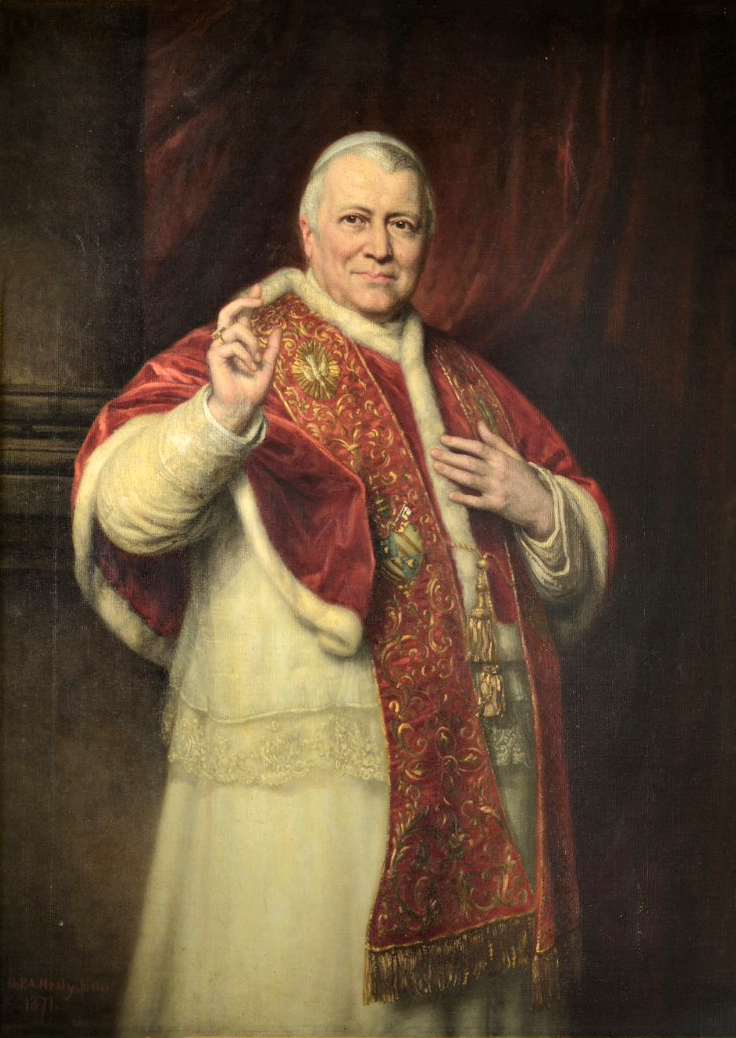
Pope Pius IX (1846–1878) solemnly declared the Dogma of the Immaculate Conception in 1854.

La mariología en el siglo XIX estuvo dominada por los debates sobre la definición dogmática de la Inmaculada Concepción y el Concilio Vaticano I. En 1854, el papa Pio IX, con el apoyo de la inmensa mayoría de los obispos católicos a los que había consultado entre 1851 y 1853, proclamó el dogma de la Inmaculada Concepción, que había sido una creencia tradicional entre los fieles durante siglos.
Ocho años antes, en 1846, el Papa había accedido al deseo unánime de los obispos de Estados Unidos, y había declarado a la Inmaculada patrona de ese país. Durante el Concilio Vaticano I, unos 108 padres conciliares solicitaron añadir las palabras "Virgen Inmaculada" a la oración del Ave María y añadir la Inmaculada a las Letanías lauretanas. Algunos padres solicitaron que el dogma de la Inmaculada Concepción se incluyera en el Credo de la Iglesia.
Muchos católicos franceses apoyaron que se hiciera dogma tanto de la infalibilidad papal como de la asunción de María en el próximo concilio ecuménico. Durante el Concilio Vaticano I, nueve peticiones mariológicas favorecieron un posible dogma de la Asunción. Algunos padres conciliares, especialmente los de Alemania, se opusieron firmemente. El 8 de mayo, la mayoría de los padres votaron en contra de hacer de la Asunción un dogma, una posición compartida por el papa Pío IX. También se discutió el concepto de Corredentora, pero se dejó abierto. En su apoyo, los padres conciliares destacaron la maternidad divina de María y la llamaron
madre de todas las gracias.
"Papa del Rosario" es un título dado al Papa León XIII (1878-1903) porque publicó un récord de once encíclicas sobre el Rosario, instituyó la costumbre católica del rezo diario del Rosario durante el mes de octubre, y en 1883 creó la fiesta de la Reina del Santo Rosario.
John Henry Newman, escribió sobre el paralelismo Eva-María en apoyo del estado de gracia original de María (Inmaculada Concepción), su parte en la redención, su cumplimiento escatológico y su intercesión.
La opinión popular seguía apoyando firmemente la celebración de la inmaculada concepción de María. La propia doctrina había sido refrendada por el Concilio de Basilea (1431-1449), y a finales del siglo XV era ampliamente profesada y enseñada en muchas facultades de teología. Más tarde se consideró que el Concilio de Basilea no había sido un verdadero Concilio General (o Ecuménico) con autoridad para proclamar el dogma. Tal fue la influencia de los dominicos y el peso de los argumentos de Tomás de Aquino (que había sido canonizado en 1323 y declarado "Doctor Angelicus" de la Iglesia en 1567) que el Concilio de Trento (1545-63) -del que cabía esperar que afirmara la doctrina- se negó a pronunciarse. Se limitó a reafirmar las constituciones de Sixto IV, que habían amenazado con la excomunión a cualquiera de los dos bandos de la controversia que acusara a los otros de herejía.
Pero no fue hasta 1854 cuando papa Pio IX, con el apoyo de la inmensa mayoría de los obispos católicos, a los que había consultado entre 1851 y 1853, proclamó la doctrina de acuerdo con las condiciones de infalibilidad papal que serían definidas en 1870 por el Concilio Vaticano I.

## La mariología en elsigloXX
En 1904, en el primer año de su pontificado, el Papa Pío X celebró la proclamación del dogma de la Inmaculada Concepción del siglo anterior con la encíclica Ad diem illum laetissimum. En 1950, el dogma de la Asunción de María fue definido por el papa Pío XII. El Concilio Vaticano II habló de María como Madre de la Iglesia. Mil quinientos años después del Concilio de Éfeso, el Papa Pío XI publicó la encíclica Lux Veritatis, recordando a los Ortodoxos Cristianos de la fe común. Presidió un congreso mariológico en 1931.
La mariología en el siglo XX reflejó un aumento de la participación en movimientos y sociedades marianas católicas. A nivel popular, el siglo XX fue testigo del crecimiento del número de organizaciones laicas de devoción mariana, como los grupos de distribución gratuita del Rosario. El número de peregrinos del siglo XX que visitaron iglesias marianas batió nuevos récords. Sólo en Sudamérica se construyeron dos grandes basílicas marianas, la  Basílica del Santuario Nacional de Nuestra Señora de Aparecida en Brasil y la nueva Basílica de Nuestra Señora de Guadalupe en el cerro del Tepeyac, que registraron conjuntamente más de 10 millones de visitantes al año.
Antes del Concilio Vaticano II, la Sociedad Mariológica Francesa realizó una serie trienal de estudios marianos sobre el tema de María en relación con la Iglesia.

### Concilio Vaticano II
Las cuestiones mariológicas se incluyeron en los debates del Concilio Vaticano II (1962-1965), aunque el Concilio indicó que no había abordado todas las cuestiones marianas. Los miembros del Concilio discutieron en profundidad la cuestión de si tratar a María dentro de la Constitución de la Iglesia o fuera de ella en un documento aparte. La decisión final, por una votación de 1114-1074, resultó en el tratamiento de las cuestiones marianas dentro de la Constitución de la Iglesia, como capítulo octavo de Lumen gentium'. Este capítulo ofrece un "resumen pastoral" de las doctrinas católicas sobre María, pero no pretende ser completo.
Al concluir el Concilio Vaticano II Concilio en diciembre de 1965, a los católicos se les presentaron multitud de cambios. Algunos autores como John W. O'Malley han comentado que estas cuestiones alterarían para siempre las prácticas y puntos de vista católicos, incluidos los que rodean a la Virgen María. Estos cambios reflejaban el deseo del concilio de hacer que la Iglesia fuera más ecuménica y estuviera menos aislada, como lo había estado cada vez más en el siglo pasado. Uno de los obstáculos para encontrar un terreno común fue la queja de otras confesiones respecto a los dogmas de la Iglesia sobre la Virgen María, y especialmente el fervor de los laicos católicos por mantener a María en el centro de sus devociones.
Los mariólogos esperaban un dogma sobre María como Mediadora, cuyas bases fueron puestas por varios papas especialmente León XIII, Pío X, Benedicto XV y Pío XII. Los preparativos del concilio incluían un esquema independiente Sobre la Bienaventurada Virgen María, madre de Dios y Madre del Pueblo Algunos observadores interpretaron la renuncia a este documento sobre María como un minimalismo, otros interpretaron su inclusión como un capítulo en el documento de la Iglesia como un subrayado de su papel para la Iglesia. Con la inclusión de las cuestiones marianas dentro de la Constitución de la Iglesia en lugar de en un documento aparte, en el Vaticano II se enfatizó la visión contextual de María, es decir, que María pertenece "dentro de la Iglesia":
- Por haber sido la Asociada de Cristo en la tierra
- Por ser la Madre celestial de todos los miembros de la Iglesia en el orden de gracia.
- Por haber sido el discípulo modelo, un modelo que todo miembro de la Iglesia debería tratar de imitar.[56]

Llamando a María "nuestra madre en el orden de la gracia", Lumen gentium se refería a María como modelo para la Iglesia y afirmaba que:.

Por el don y la función de la maternidad divina, por la que está unida a su Hijo, el Redentor, y a sus gracias y funciones singulares, la Santísima Virgen está también íntimamente unida a la Iglesia. Como enseñaba san Ambrosio, la Madre de Dios es un tipo de la Iglesia en el orden de la fe, de la caridad y de la unión perfecta con Cristo.

El capítulo mariano consta de cinco partes que vinculan a María con los misterios de salvación que continúan en la Iglesia, que Cristo ha fundado como su cuerpo místico. Su papel en relación con su hijo es subordinado. Se destacan su personalidad y su plenitud de gracia. La segunda parte describe su papel en la historia de la salvación. Se detalla su papel de mediadora, ya que se considera que María asegura nuestra salvación a través de sus numerosas intercesiones tras su asunción al cielo. El Concilio se negó a adoptar el título de mediadora de todas las gracias y subrayó que Cristo es el único mediador.
El Papa Pablo VI declaró a María Madre de la Iglesia durante el Concilio Vaticano.

### Finales delsigloXX
Tras el Concilio Vaticano II, varios autores expresaron la percepción de que las devociones marianas habían disminuido. Otros autores han indicado que la fuerza continuada de la devoción a María dentro del catolicismo tras el Vaticano II se ha manifestado de múltiples formas en todo el mundo. Ejemplos de ello son el aumento de las peregrinaciones marianas a los principales santuarios marianos y la construcción de nuevas basílicas marianas importantes desde el Vaticano II.
A finales del siglo XX, dos de los tres santuarios católicos más visitados del mundo eran marianos, siendo la Basílica de Nuestra Señora de Guadalupe de Ciudad de México, construida entre 1974 y 1976, el santuario católico más visitado del mundo. En 1968, poco después del Concilio Vaticano II, la Basílica del Santuario Nacional de Nuestra Señora de Aparecida en Brasil solía recibir unos cuatro millones de peregrinos al año, pero la cifra se ha duplicado desde entonces hasta superar los ocho millones de peregrinos anuales, lo que indica el significativo aumento de las peregrinaciones marianas desde el Concilio Vaticano II.
El impacto percibido de las concesiones al ecumenismo hechas en el Vaticano II no afectó a las lealtades fundamentales a María entre los católicos y su apego a la veneración mariana. Una encuesta realizada en 1998 entre jóvenes adultos católicos en Estados Unidos arrojó los siguientes resultados:
- La devoción a María no se había reducido de manera significativa desde el Concilio Vaticano II, a pesar de las diversas declaraciones sobre su impacto percibido en los católicos.
- Los jóvenes católicos afirmaron que, en su opinión, el "amor apasionado de Dios" se revela a través de María, posiblemente como resultado del énfasis mariano del pontificado de Juan Pablo II.
- María sigue siendo un "marcador distintivo" de la identidad católica.[56]

Las ampliaciones y mejoras papales a la mariología del Vaticano II continuaron poco después, con el Papa Pablo VI publicando la Exhortación Apostólica Marialis Cultus (Honrar a María) en 1974, que tardó cuatro años en prepararse. Marialis Cultus proporcionaba cuatro directrices separadas para la renovación de la veneración mariana, las dos últimas de las cuales eran nuevas en las enseñanzas papales. Los cuatro elementos eran: bíblico, litúrgico, ecuménico y antropológico.
Las devociones marianas fueron el sello distintivo del pontificado del Papa Juan Pablo II y reorientó a la Iglesia Católica hacia la renovación de la veneración mariana. En marzo de 1987 fue más lejos que Pablo VI en la ampliación de los puntos de vista católicos sobre María más allá del Vaticano II al publicar la encíclica Redemptoris Mater'. Más que una nueva presentación de los puntos de vista marianos del Vaticano II, Redemptoris Mater fue en muchos aspectos una relectura, reinterpretación y ampliación de las enseñanzas del Vaticano II.
En 1988 en Mulieris Dignitatem el Papa Juan Pablo II afirmó que el Concilio Vaticano II confirmó que: "si no se mira a la Madre de Dios, es imposible comprender el misterio de la Iglesia". En 2002, en la carta apostólica Rosarium Virginis Mariae, subrayó la importancia del Rosario como devoción clave para todos los católicos y añadió los Misterios Luminosos al Rosario.
El magisterio mariano de Juan Pablo II bien puede constituir su contribución más importante al legado católico que dejó. En 2005, cuando murió, había inspirado una renovación mundial de la devoción mariana, que fue reflejada con ocasión de su muerte en medios no católicos como U.S. News & World Report.

## sigloXXI
El Papa Benedicto XVI continuó el programa de reorientación de la Iglesia católica hacia un enfoque mariano y declaró: "Sigamos adelante e imitemos a María, alma profundamente eucarística, y nuestras vidas se convertirán en un Magnificat". En 2008 el Benedicto compuso una oración sobre María como Madre de todos los cristianos:
Te convertiste, de un modo nuevo, en Madre de todos los que reciben con fe a tu Hijo Jesús y eligen seguir sus huellas.
Benedicto viajó a santuarios marianos como Lourdes y Fátima para apoyar su mensaje.